# Primera dama o primer caballero de Puerto Rico
El título de primera dama o primer caballero de Puerto Rico es un cargo protocolar que se le otorga al cónyuge del Gobernador del Estado Libre Asociado de Puerto Rico y con quien reside en La Fortaleza.
El actual primer caballero es José Yovín Vargas, esposo de la gobernadora Jenniffer González .

## Listado de primeras damas y primeros caballeros del Estado Libre Asociado de Puerto Rico
| Primera dama o Primer Caballero | Primera dama o Primer Caballero | Primera dama o Primer Caballero | Gobernador o Gobernadora   | Nacimiento               | Fallecimiento         | Entrada a la Fortaleza | Salida de la Fortaleza |
| ------------------------------- | ------------------------------- | ------------------------------- | -------------------------- | ------------------------ | --------------------- | ---------------------- | ---------------------- |
| 1                               |                                 | Inés Mendoza                    | Luis Muñoz Marín           | 10 de enero de 1908      | 13 de agosto de 1990  | 2 de enero de 1949     | 2 de enero de 1965     |
| 2                               |                                 | Conchita Dapena                 | Roberto Sánchez Vilella    | 1913                     | 25 de febrero de 2003 | 2 de enero de 1965     | 2 de enero de 1966     |
| 3                               |                                 | Jeannette Ramos                 | Roberto Sánchez Vilella    | 1930                     | Viva                  | 1967                   | 2 de enero de 1969     |
| 4                               |                                 | Lorenza Ramírez de Arrellano    | Luis A. Ferré              | 1906                     | 1970                  | 2 de enero de 1969     | 1970                   |
| 5                               |                                 |                                 | Luis A. Ferré              | 28 de septiembre de 1938 | 18 de febrero de 2016 | 1970                   | 2 de enero de 1973     |
| 6                               |                                 | Lila Mayoral                    | Rafael Hernández Colón     | 12 de mayo de 1942       | 1 de julio de 2003    | 2 de enero de 1973     | 2 de enero de 1977     |
| 7                               |                                 | Kate Donnelly                   | Carlos Romero Barceló      |                          | Viva                  | 2 de enero de 1977     | 2 de enero de 1985     |
| 8                               |                                 | Lila Mayoral                    | Rafael Hernández Colón     | 12 de mayo de 1942       | 1 de julio de 2003    | 2 de enero de 1985     | 2 de enero de 1993     |
| 9                               |                                 | Irma Margarita Nevares          | Pedro Rosselló             | 7 de diciembre de 1948   | Viva                  | 2 de enero de 1993     | 2 de enero de 2001     |
| 10                              |                                 | Ramón Cantero Frau              | Sila Calderón              | 23 de septiembre de 1942 |                       | 2 de enero de 2001     | 2 de enero de 2005     |
| 11                              |                                 | Luisa Gándara                   | Aníbal Acevedo Vilá        |                          | 14 de junio de 2023   | 2 de enero de 2005     | 2 de enero de 2009     |
| 12                              |                                 | Lucé Vela                       | Luis Fortuño               | 1961                     | Viva                  | 2 de enero de 2009     | 2 de enero de 2013     |
| 13                              |                                 | Wilma Pastrana                  | Alejandro García Padilla   | 17 de enero de 1970      | Viva                  | 2 de enero de 2013     | 2 de enero de 2017     |
| 14                              |                                 | Beatriz Isabel Rosselló         | Ricardo Rosselló           | 4 de enero de 1985       | Viva                  | 2 de enero de 2017     | 2 de agosto de 2019    |
|                                 |                                 | Vacante                         | Pedro Pierluisi (De facto) |                          |                       | 2 de agosto de 2019    | 7 de agosto de 2019    |
| 15                              |                                 | Jorge Díaz Reverón              | Wanda Vázquez Garced       | 9 de julio de 1960       | Vivo                  | 7 de agosto de 2019    | 2 de enero de 2021     |
| 16                              |                                 | Fabiola Anzótegui Blanc         | Pedro Pierluisi            |                          |                       | 7 de diciembre de 2024 | 2 de enero de 2025     |
| 17                              |                                 | José Yovín Vargas Llavona       | Jenniffer González         | 28 de marzo de 1985      |                       | 2 de enero de 2025     |                        |

- Datos: Q5453164
- Multimedia: First Ladies and Gentlemen of Puerto Rico / Q5453164